# Смаков Самат Кабірович
Самат Кабірович Смаков (каз. Самат Қабирұлы Смақов; нар. 8 грудня 1978, Семипалатинськ, Казахська РСР) — казахстанський футболіст, центральний захисник. Рекордсмен із кількості зіграних матчів за збірну.
Найтитулованіший футболіст Казахстану: 6-кратний чемпіон, 5-кратний призер і 4-кратний бронзовий призер. Найкращий футболіст Казахстану: 2004, 2007, 2008, 2009. Рекордсмен виступів за збірну — 76 матчів.
З січня 2018 року – генеральний директор футбольного клубу «Актобе». З листопада 2018 року – власник «Актобе».

## Клубна кар'єра
Футболом розпочав займатися у 7 років у тренера Нуржана Десембаєва. У міському зимовому турнірі 1997 року з футзалу визнаний найкращим гравцем і навесні 1997 року заявлений за головну команду Семипалатинська — «Єлимай». У першому своєму сезоні провів 10 матчів та відзначився голом. А наступного 19-річний захисник відзначився 5-ма голами у 23 матчах та допоміг команді стати чемпіоном країни. Його запросили до павлодарського «Іртиша». Смаков допоміг павлодарцям повернути чемпіонське звання і сам у 21 рік став дворазовим чемпіоном Казахстану.
Середняк вищого дивізіону Росії ростовський «Ростсільмаш» підписав з ним трирічний контракт у 2000 році. За два сезони провів 39 матчів у чемпіонаті Росії, але потім перестав вписуватися в плани нового тренера Анатолія Байдачного та пішов в оренду до астанинського «Женіса». Влітку на тренуванні отримав травму ноги і сезон 2002 року у нього практично зник, але у Кубку Казахстану зіграв у червні дві гри в 1/8 фіналу з «Атирау» та відзначився голом. У листопаді команда вже без нього виграла фінал у павлодарського «Іртиша».
Сезон 2003 року провів у рідному «Єлимаї», відновлював форму.
У сезоні 2004 року підписав 3-річний контракт з алматинським «Кайратом». Обраний капітаном команди, клуб виграв золоті медалі, а ФФК назвала Смакова найкращим футболістом року. Клуб двічі поспіль виходив у фінали Кубку Казахстану з футболу у 2004 та 2005 роках. 2005 року взяв бронзу чемпіонату, але 2006 року посів лише 7 місце.
Навесні 2007 року перейшов до «Актобе». Тут розпочався шестирічний успішний етап його футбольної кар'єри. Три роки поспіль (2007—2009) клуб Володимира Муханова ставав чемпіоном Казахстану, а капітан Смаков тричі визнавався найкращим футболістом країни ФФК (2007—2008) та журналом «Гол» (2007—2009). «Актобе» вигравав Кубок Казахстану — 2008, Суперкубок Казахстану (2008, 2010), виходив у фінали Кубка чемпіонів Співдружності (2009, 2010). 2010 року завоював срібло чемпіонату, а 2011—2012 — дві бронзи. У цей час головний тренер команди Володимир Муханов виїхав до Росії.
У січні 2013 року на запрошення турецького тренера Мустафи Денізлі уклав контракт на півроку з клубом Першої ліги Туреччини «Різеспор», хоч удвічі втратив у зарплаті.
|                | Я завжди говорив, і говоритиму: всіх грошей не заробиш. Я поїхав до Туреччини, щоб відчути себе футболістом, подивитися, що таке футбол та справжнє ставлення до нього. Окрім цього, хочу навчитися щось взяти собі на замітку в плані тренерської роботи та організації інфраструктури. У майбутньому збираюся використати все це на благо казахстанського футболу. |
| — Самат Смаков | |

Досвідчений тренер та два легіонери з Казахстану Самат Смаков та Давид Лорія вивели клуб у турецьку Суперлігу. Самата визнали найкращим захисником Першої ліги Туреччини сезону 2012/13.
Влітку 2013 року повернувся до «Кайрату». У жовтні 2014 року керівництвом клубу Смакова та чотирьох інших гравців команди було відсторонено від матчів та тренувань до кінця сезону за провалену гру з головним конкурентом — столичною «Астаною» (1:5). 28 жовтня 2014 року футболіст розірвав контракт із клубом.
Сезон 2015 року провів у павлодарському «Іртиші» (клуб знову закріпився у першій шістці), а у лютому 2016 року 37-річний футболіст повернувся до «Актоби». По завершенні першого кола сезону 2016 року пішов із клубу та закінчив сезон (8 матчів) віце-капітаном команди в «Ордабаси» (Шимкент).
У сезоні 2017 року після перемоги 15 жовтня над переслідувачем «Іртишем» (2:1) «Ордабаси» завоював бронзові медалі, а Самат до своїх 10 медалей додав ще одну.
Загалом у 19 сезонах провів 453 матчі за 6 клубів у чемпіонаті Казахстану та відзначився 67-ма голами (з них 36 з пенальті), також зіграв 60 матчів на Кубок Казахстану (6 голів). Вигравав нагороди з кожним із 6 клубів. У Єврокубках провів 42 матчі відзначився 8-ма голами.
4 січня 2018 року стало відомо, що Смаков завершує ігрову кар'єру та стає генеральним директором клубу «Актобе».
1 вересня 2018 року провів свій прощальний матч. Команда «Друзі Смакова» грала проти ветеранів «Актобе».
20 листопада після чергових торгів ФК «Актобе» за 108 мільйонів тенге передано у довірче управління Самату Смакову.

## Кар'єра в збірній
У збірній Казахстану головного тренера Ваїта Талгаєва дебютував 31 березня 2000 року у поєдинку зі збірною Йорданії на XII Кубку Азії та отримав свою першу жовту картку. 12 вересня 2007 року забив свій перший м'яч у ворота збірної Бельгії. З приходом Бернда Шторка перестав потрапляти до складу збірної. 9 лютого 2011 року Самат повернувся до національної команди у матчі проти збірної Білорусі. У 2011 році оголосив про завершення кар'єри у національній команді країни.
У вересні 2014 року відновив кар'єру у збірній, його знову залучив до команди головний тренер Юрій Красножан. 7 червня 2016 року після товариського матчу зі збірною Китаю в Даляні став рекордсменом за кількістю виступів — 74 гри. 11 жовтня 2016 року в Астані востаннє виступив за збірну у матчі кваліфікації чемпіонату світу 2018 року проти Румунії. Всього провів 76 матчів та відзначився 2-ма голами.

## Особисте життя
Батько та дідусь Самата також були футболістами. Дружина Ума — колишня балерина, походить з племені Аргин Середнього жузу.
Діти: Саміра (2005) — художня гімнастка, Аламгір (2008), Даніяр (2013) й Алідар (2018).

## Статистика виступів

### У збірній

#### По матчах
| Казахстан |       |      |
| Рік       | Матчі | Голи |
| 2000      | 5     | 0    |
| 2001      | 6     | 0    |
| 2002      | 0     | 0    |
| 2003      | 1     | 0    |
| 2004      | 8     | 0    |
| 2005      | 8     | 0    |
| 2006      | 7     | 0    |
| 2007      | 12    | 1    |
| 2008      | 8     | 0    |
| 2009      | 1     | 0    |
| 2010      | 0     | 0    |
| 2011      | 3     | 0    |
| 2012      | 0     | 0    |
| 2013      | 0     | 0    |
| 2014      | 3     | 1    |
| 2015      | 9     | 0    |
| 2016      | 5     | 0    |
| Загалом   | 76    | 2    |

Статистика зіграних матчів станом на 11 жовтня 2016 року

#### Голи за збірну
Рахунок та результат збірної Казахстану в таблиці подано на першому місці.
| #  | Дата              | Місце                              | Суперник  | Рахунок | Результат | Змагання                            | Пос. |
| -- | ----------------- | ---------------------------------- | --------- | ------- | --------- | ----------------------------------- | ---- |
| 1. | 12 вересня 2007   | Центральний стадіон Алмати, Алмати | Бельгія   | 2–2     | 2–2       | кваліфікація чемпіонату Європи 2008 |      |
| 2. | 16 листопада 2014 | Тюрк-Телеком-Арена, Стамбул        | Туреччина | 1–3     | 1–3       | кваліфікація чемпіонату Європи 2016 |      |

## Досягнення

### Клубні
«Єлимай»
- Прем'єр-ліга Казахстана
  -  Чемпіон (1): 1998

«Іртиш»
- Прем'єр-ліга Казахстана
  -  Чемпіон (1): 1999

«Женіс»
- Кубок Казахстану
  -  Володар (1): 2002

«Кайрат»
- Прем'єр-ліга Казахстана
  -  Чемпіон (1): 2004
  -  Бронзовий призер (1): 2005

- Кубок Казахстану
  -  Фіналіст (2): 2004, 2005

«Актобе»
- Прем'єр-ліга Казахстана
  -  Чемпіон (3): 2007, 2008, 2009
  -  Срібний призер (1): 2010
  -  Бронзовий призер (1): 2011, 2012

- Кубок Казахстану
  -  Володар (1): 2008

- Суперкубок Казахстану
  -  Володар (2): 2008, 2010

- Кубок чемпіонів Співдружності
  -  Фіналіст (2): 2009, 2010

«Різеспор»
- Перша ліга Туреччини
  -  Срібний призер (1): 2012/13

«Ордабаси»
- Прем'єр-ліга Казахстана
  -  Бронзовий призер (1): 2017

### Особисті
- Футболіст року в Казахстані (4): 2004, 2007, 2008, 2009
- Найкращий захисник Першої ліги Туреччини (1): 2012/13